# Приходько Надія Юхимівна
Надія Юхимівна Приходько  (27 березня 1926, Гоголів, Броварський район, Київська область —  24 березня 1980) — українська поетеса, член Спілки письменників України. 

## Біографія
Народилась 27 березня 1926 року в Гоголеві на Київщині в селянській родині. У 1941 році закінчила Жердівську семирічну школу. Під час війни була вивезена на примусові роботи до Німеччини.
У 1947 році вступила до Київського училища прикладних мистецтв, з 1951 — працювала майстром ліплення на будівництві. Згодом закінчила Київський університет імені Т. Г. Шевченка. Почала друкуватись в  газеті «Молодь України» з 1954 року, потім друкувалася у журналах «Вітчизна», «Дніпро», «Ранок», «Радянська жінка». З 1960 року – член Спілки письменників.
Померла  24 березня 1980 року.

## Твори
Збірки поезій
- «Дівоча пісня» (1958)
- «Ранок у горах» (1960)
- «Зоряна балада» (1972)[4]
- «Пролісок» (1975)

Книги віршів для дітей
- «Чебреці» (1959)
- «Будинок у лісі» (1961)
- «Берізонька» (1962)
- «Зайчикові жнива»
- «Лісовий гомін, або Синичка-щебетушка»